# إريك كنودسن
إريك كنودسن (بالإنجليزية: Eric Knudsen)‏ هو عالم أعصاب وأستاذ جامعي أمريكي، ولد في 7 أكتوبر 1949 في بالو ألتو في الولايات المتحدة.